# European Synchrotron Radiation Facility
L'European Synchrotron Radiació Facility (Laboratori Europeu de Radiació de Sincrotró), abreujat ESRF, societat civil de dret francesa creada el 12 de gener de 1989, és un dels sincrotrons més grans que funcionen al món, juntament amb el Advanced Photon Source del Laboratori nacional d'Argonne als Estats Units, l'Spring-8 a la prefectura de Hyōgo al Japó o el Gran Col·lisionador d'Hadrons del CERN prop de Ginebra.
Utilitzat pels científics a principis de 1994 i inaugurat al polygone scientifique de Grenoble (França) el 30 de setembre de 1994, aquest accelerador de partícules de 844 metres, que permet l'exploració de la matèria i la vida a escala atòmica, està finançat per 22 països (13 països membres: França, Alemanya, Itàlia, Regne Unit, Espanya, Suïssa, Bèlgica, Holanda, Dinamarca, Finlàndia, Noruega, Suècia, Rússia, i 9 països associats: Àustria, Portugal, Israel, Polònia, Índia i Sud-àfrica) i acull prop de 7.000 investigadors cada any. Les seves instal·lacions han estat utilitzades per diversos guanyadors del Premi Nobel, destacant entre d'altres el descobriment de l'estructura i el funcionament del ribosoma.
El 10 de desembre de 2018, en el marc del projecte Extremely Brilliant Source, el sincrotró es va tancar per un període de vint mesos. Quan torni a posar-se en funcionament a l'estiu de 2020, esdevindrà el primer sincrotró de quarta generació del món, amb raigs X 10 bilions de vegades més intensos que els que s'utilitzen en l'àmbit hospitalari.

## Orígens
La idea d'una gran instal·lació per produir radiació de sincrotró va ser llançada en la Fundació Europea de la Ciència el 1975 pel físic alemany Heinz Maier-Leibnitz. El terme «laboratori europeu de radiació de sincrotró» es va utilitzar per primera vegada el 1977, quan un grup d'experts europeus es va reunir per proposar la construcció d'una instal·lació o laboratori amb un sincrotró. El 1983, la fase d'estudi del projecte va començar amb la primera reunió de l'European Synchrotron Radiation Project (Projecte Europeu de Radiació Sincrotrònica) a Ginebra. L'estiu de 1984, quatre països van ser candidats a ser la seu del futur sincrotró: Dinamarca, Itàlia, Alemanya i França. Finalment va ser escollida Grenoble, encara que en principi va ser-ho Estrasburg, pel govern francès a l'octubre de 1984, el que va desencadenar una onada de manifestacions de protesta a Alsàcia. Al desembre, Alemanya i França es van posar d'acord sobre l'emplaçament del sincrotró a Grenoble, on ja hi havia l'Institut Laue-Langevin. El primer consell d'administració es va fer el 1985, convidant tots els països potencialment interessats en convertir-se en membres de l'European Synchrotron Radiació Facility. El 1986, el Commissariat à l'énergie atomique (CEA) va donar suport a Jean-Louis Laclare per dirigir la construcció del sincrotró de Grenoble. El 22 de desembre de 1987, la fase preparatòria dels resultats científics, tècnics i financers va finalitzar amb la signatura d'un protocol. Un any més tard, el 16 de desembre de 1988, onze països europeus, és a dir, Alemanya, Bèlgica, Dinamarca, Espanya, Finlàndia, França, Itàlia, Noruega, Gran Bretanya, Suècia i Suïssa, van signar a París un conveni intergovernamental sobre la construcció i explotació del sincrotró. Els estatuts de la societat civil van ser signats el gener de 1989 a París pels ministres d'investigació dels onze països participants. Els treballs de construcció en el barri del polygone scientifique de Grenoble van començar el 1988 amb la reubicació d'un encreuament de carreteres, i la carcassa de l'anell del sincrotró es va acabar a la tardor de 1991, quan els Països Baixos es van convertir en el dotzè membre. Les obres estructurals de l'edifici administratiu es van acabar a finals de 1992, quan es va fer la primera prova amb un feix d'electrons dins l'anell d'emmagatzemament.

## Descripció

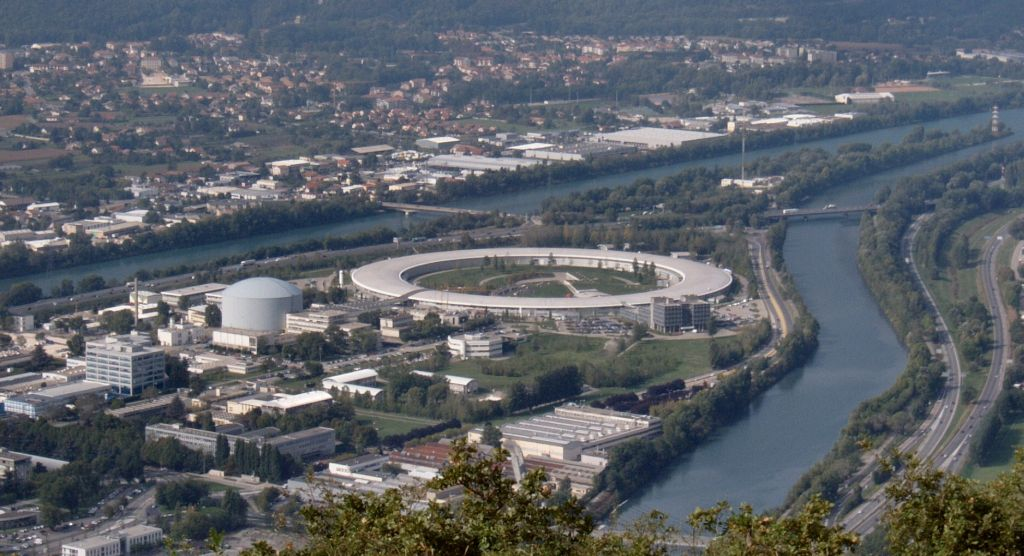
Vista del sincrotró des de la muntanya Jalla

Situat a la península entre els rius Drac i Isère, a una altitud de 207 metres, l'ESRF està format per un edifici d'oficines per a l'administració i els científics, i un accelerador de partícules d'uns 320 metres de diàmetre, en el qual els electrons són conduïts a molt alta velocitat en un anell per produir radiació de sincrotró. Els investigadors fan servir el feix del sincrotró (principalment raigs X) en camps tan variats com la física, la biologia, la geologia, la química, la medicina o l'arqueologia. Les indústries també l'utilitzen per desenvolupar els seus productes.
Els electrons emesos per un canó d'electrons s'acceleren en un accelerador lineal i s'uneixen a un accelerador circular de 300 metres de circumferència anomenat sincrotró de reforç que els accelera a una velocitat propera a la de la llum. Quan aconsegueixen una energia de 6 GeV, s'injecten a l'anell d'emmagatzematge en el qual giraran en el buit durant hores. Sota l'acció dels imants de flexió, els electrons són llavors desviats diversos graus i emeten raigs X anomenats llum de sincrotró en una direcció tangent al radi de curvatura i, per tant, constitueixen una línia de llum. En iniciar la instal·lació el 1994, la brillantor del feix era de 1019 fotons/mm²/mrad² i només estaven en servei 15 línies de llum, però el 1998 n'hi havien ja operatives quaranta-tres línies de llum (o línies de feixos). Cada línia de feix és una zona experimental formada per:
- una font de fotons procedents dels electrons que giren a l'anell d'emmagatzematge;
- una cabina òptica per filtrar i colimar el feix;
- una cabina d'experimentació per organitzar una mostra a observar i els instruments de mesura;
- una cabina de control on es col·loquen els científics per controlar l'experiment.

El 1996, la intensitat del feix va augmentar a 1020 fotons/mm²/mrad² i el 2011 a 1021 fotons/mm²/mrad². L'estiu de 2017, es van posar en marxa quatre noves línies de llum, de manera que el nombre total de línies de l'ESRF va augmentar a 49 actives.